# Мечтатели (филм, 2003)
„Мечтатели“ (на английски: „The Dreamers“) е филм на Бернардо Бертолучи от 2003 година с участието на Ева Грийн, Луи Гарел и Майкъл Пит.

## Сюжет
Действието се развива в навечерието и по време на събитията през май 1968 година в Париж. Младият американец Матьо пристига в Париж по програма за обмен на студенти, за да подобри познанията си за френски език. Той прекарва по-голямата част от свободното си време в Кинотеката в компанията на други тийнейджъри, които са обсебени от филми, наслаждавайки се на гледането на съвременни филми и филмови класики.
Там той среща своите връстници Изабел и Тео, които твърдят, че са сиамски близнаци. Новите познати канят Матю да остане в техния апартамент в отсъствието на родителите им. Постепенно на американеца става ясно, че близостта на Изабел и Тео се балансира на ръба на кръвосмешението. Откъснати от света на студентските размирици, и тримата безкористно се посвещават на сексуални и психологически експерименти ...

## В ролите
| Изпълнител      | Роля               |
| --------------- | ------------------ |
| Ева Грийн       | Изабел             |
| Луи Гарел       | Тео                |
| Майкъл Пит      | Матьо              |
| Ана Чанселър    | Майката            |
| Робен Ренучи    | Бащата             |
| Флориан Кадиу   | Патрик             |
| Инги Фийон      | Приятелката на Тео |
| Жан-Пиер Калфон | Себе си            |
| Жан-Пиер Лео    | Себе си            |

## Награди и номинации
- 2004 — Номинация за „Давид на Донатело“ за най-добър монтаж (Джакопо Квадри)
- 2004 — Номинация за „Европейска филмова награда“ за най-добъра актриса (Ева Грийн)
- 2004 — Номинация за „Европейска филмова награда“ за най-добъра режисьор (Бернардо Бертолучи)
- 2004 — Номинация за „Награда Гоя“ за най-добър европейски филм (Мигел Контрерас Торес)
- 2004 — Номинация за „Сребърна лента“ за най-добъра режисьор (Бернардо Бертолучи)
- 2004 — Номинация за „Сребърна лента“ за най-добър монтаж (Джакопо Квадри)
- 2004 — Номинация за „Сребърна лента“ за най-добъра кинематография (Фабио Чанкети)